# Julio Remacha
Julio Remacha Aznar (Casetas, Zaragoza, España; 25 de febrero de 1924-Barcelona, 23 de julio de 2018) fue un futbolista, que jugaba de delantero, y entrenador español.

## Trayectoria deportiva
En 1939 inició su carrera deportiva en las filas de la U.D. Casetas (Regional), para pasar dos temporadas después al Arenas S.D. de Zaragoza (3ª División).
En la temporada 43-44 fichó por el Real Zaragoza (2ª División), aunque su destino final fue el equipo filial, el Atlético Zaragoza (3ª). Durante las cinco temporadas que permaneció en el filial maño Remacha ganó dos títulos de liga (43-44 y 46-47), pero no consiguió entrar en los planes de los técnicos del Real Zaragoza.
La U.E. Lleida (3ª) le fichó para reforzar su delantera. En su primera temporada (47-48) terminó como máximo goleador del equipo, proclamándose campeón de su grupo y consiguiendo el ascenso a 2ª, pese a no conseguirlo en la promoción gracias a la ampliación de la categoría realizada por la RFEF. La temporada del debut en la categoría del conjunto ilerdense fue sorprendente al terminar el campeonato liguero en 2ª posición del Grupo Norte tras el R. Racing Club de Santander y conseguir el ascenso a 1ª División en la promoción. Tras el ascenso, la U.E. Lleida ofreció a Remacha la renovación a la baja y no llegaron a ningún acuerdo.
Libre del compromiso con el equipo catalán firmó por el Cádiz C.F. (3ª), donde una trayectoria irregular terminó con las aspiraciones de ascenso al comienzo de la segunda vuelta lo que llevó a la directiva gaditana a prescindir del contrato de varios jugadores, entre ellos Remacha (8 goles en 15 partidos), con el objetivo de aliviar las arcas del club y preprarar la siguiente temporada. La situación fue aprovechada por el Levante U.D. (2ª), que estaba en una situación complicada en la clasificación, para fichar al delantero hasta final de temporada, consiguiendo la salvación al ganar la promoción al C.D. Tenerife.
En verano de 1951 Remacha fue fichado por el recién ascendido Deportivo Alavés (2ª) con un contrato de dos años por 75 000 pesetas anuales de ficha y un sueldo mensual de 2500 pesetas. Permaneció en Mendizorroza durante 4 temporadas siendo pieza importante en el ascenso a 1ª en la temporada 53-54 anotando 14 goles en 29 partidos. En la temporada de su debut en la categoría la llegada de Wilson Alfredo Jones (Cedido por el Real Madrid C. F.) y una lesión de menisco le restaron protagonismo anotando solamente tres goles en 12 encuentros. Al abandonar el equipo era el máximo goleador de la historia del Deportivo Alavés con 42 goles, siendo actualmente el 2º goleador tras Manolo Serrano. Según afirmó, en Vitoria pasó "los mejores años de su vida".
En la temporada 55-56 fichó por el C.D. Badajoz (2ª), donde solo disputó 8 encuentros víctima del gran estado de forma de su compañero José Rodríguez Pedrero, que anotó 29 goles en 14 partidos.
Tras dejar al equipo pacense en la temporada siguiente Remacha fichó por el C.D. Lorca (3ª), donde debutó como jugador-entrenador en la temporada 57-58 obteniendo un 8º puesto, mejorando la 11ª posición de la temporada anterior, y dejando el equipo.
Por petición del técnico bálcanico Zvonimir Monsider fue fichado por el C.E. L'Hospitalet (3ª), donde durante la temporada realizó las tareas de entrenador en algunos encuentros y disputó la promoción de ascenso siendo eliminados por C.F. Amposta (2-3) en Camp de Les Corts (Barcelona). En la siguiente temporada Remacha colgó definitivamente las botas y se hizo cargo del banquillo de L'Hospi consiguiendo terminar como campeón de grupo y siendo eliminado en la promoción por el campeón del grupo valenciano, el Hércules de Alicante C.F.. Las desavenencias con la directiva acabaron provocando su salida del club y del mundo del fútbol.

## Trayectoria posterior
Fijó su residencia en Barcelona, donde gracias a su título de química trabajaba en una empresa propiedad de Miró Sans, que fuera presidente del F.C. Barcelona, hasta su jubilación.

## Clubes

### Jugador
| Club                    | País   | Año                              |
| ----------------------- | ------ | -------------------------------- |
| U.D. Casetas            | España | 1939-1941                        |
| Arenas S.D. de Zaragoza | España | 1941-1943                        |
| At. Zaragoza            | España | 1943-1948                        |
| U.E. Lleida             | España | 1948-1950                        |
| Cádiz C.F.              | España | 1950-1951 (Hasta febrero del 51) |
| Levante U.D.            | España | 1950-1951 (Desde febrero del 51) |
| Deportivo Alavés        | España | 1951-1955                        |
| C.D. Badajoz            | España | 1955-1956                        |
| C.D. Lorca              | España | 1956-1958                        |
| C.E. L'Hospitalet       | España | 1958-1959                        |

### Entrenador
| Club              | País   | Año       |
| ----------------- | ------ | --------- |
| C.D. Lorca        | España | 1957-1958 |
| C.E. L'Hospitalet | España | 1958-1960 |